# Baía de Santana
Baía de Santana är en vik i Kap Verde.   Den ligger i kommunen Maio, i den sydöstra delen av landet, 50 km nordost om huvudstaden Praia.
Omgivningarna runt Baía de Santana är en mosaik av jordbruksmark och naturlig växtlighet. Runt Baía de Santana är det ganska glesbefolkat, med 26 invånare per kvadratkilometer.